# Circle (Montana)
Circle è una città degli Stati Uniti d'America situata nel Montana, nella Contea di McCone, della quale è anche il capoluogo.